# Direktør Carl Bauder taler til Stauning
|  | Denne artikel er oprettet af botten Steenthbot ud fra en ekstern database. Den kan derfor have sproglige fejl eller mangler. Denne skabelon kan fjernes efter kontrol af indholdet. |

Direktør Carl Bauder taler til Stauning er en dansk dokumentarisk optagelse fra 1935 instrueret af Ubekendt.

## Medvirkende
- Thorvald Stauning
- Carl Bauder